# Libušín
Libušín è una città della Repubblica Ceca facente parte del distretto di Kladno, in Boemia Centrale.

## Monumenti e luoghi d'interesse
- Chiesa di San Procopio
- Chiesa di San Giorgio
- Miniera Schöller